# David Schlüter

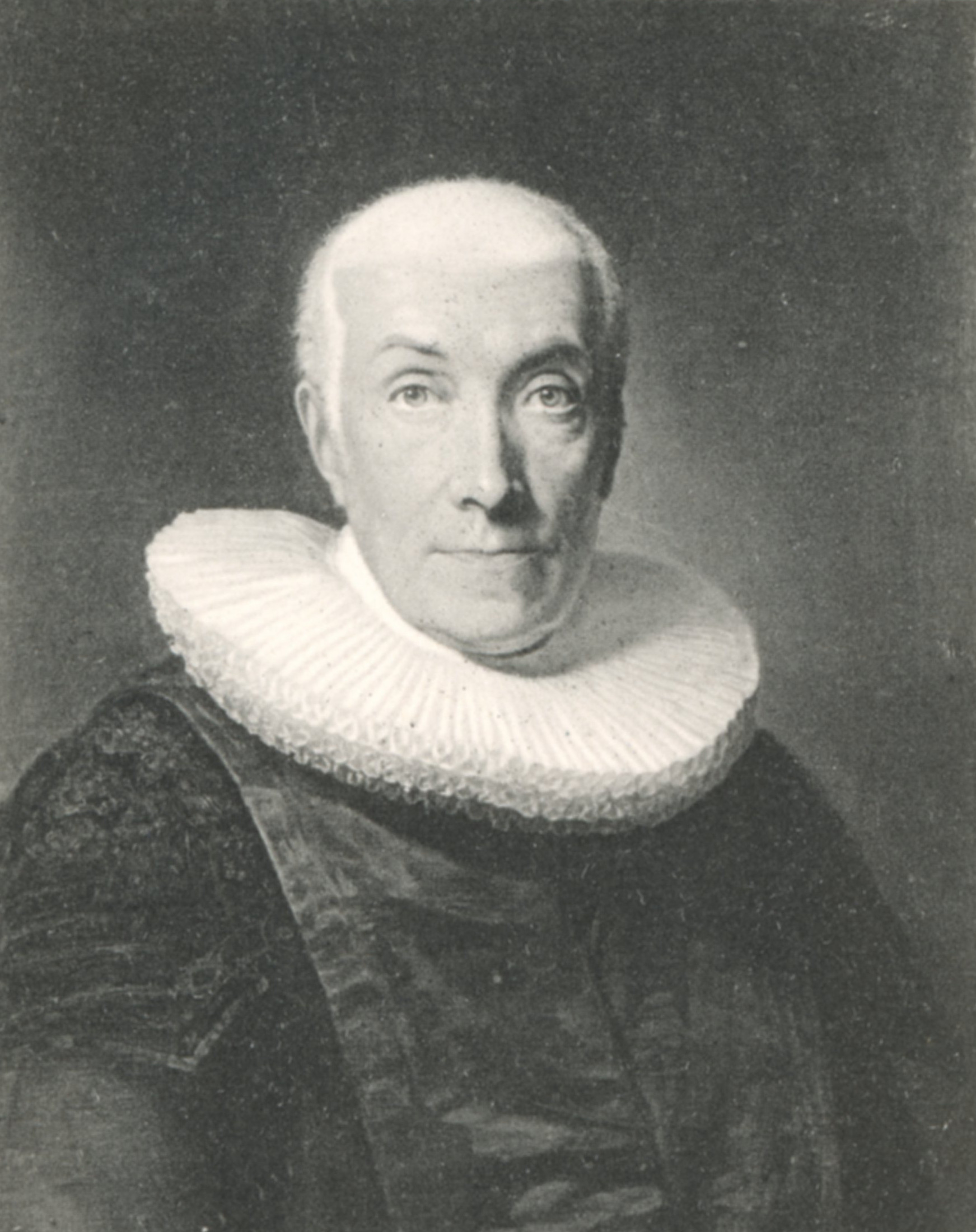
David Schlüter

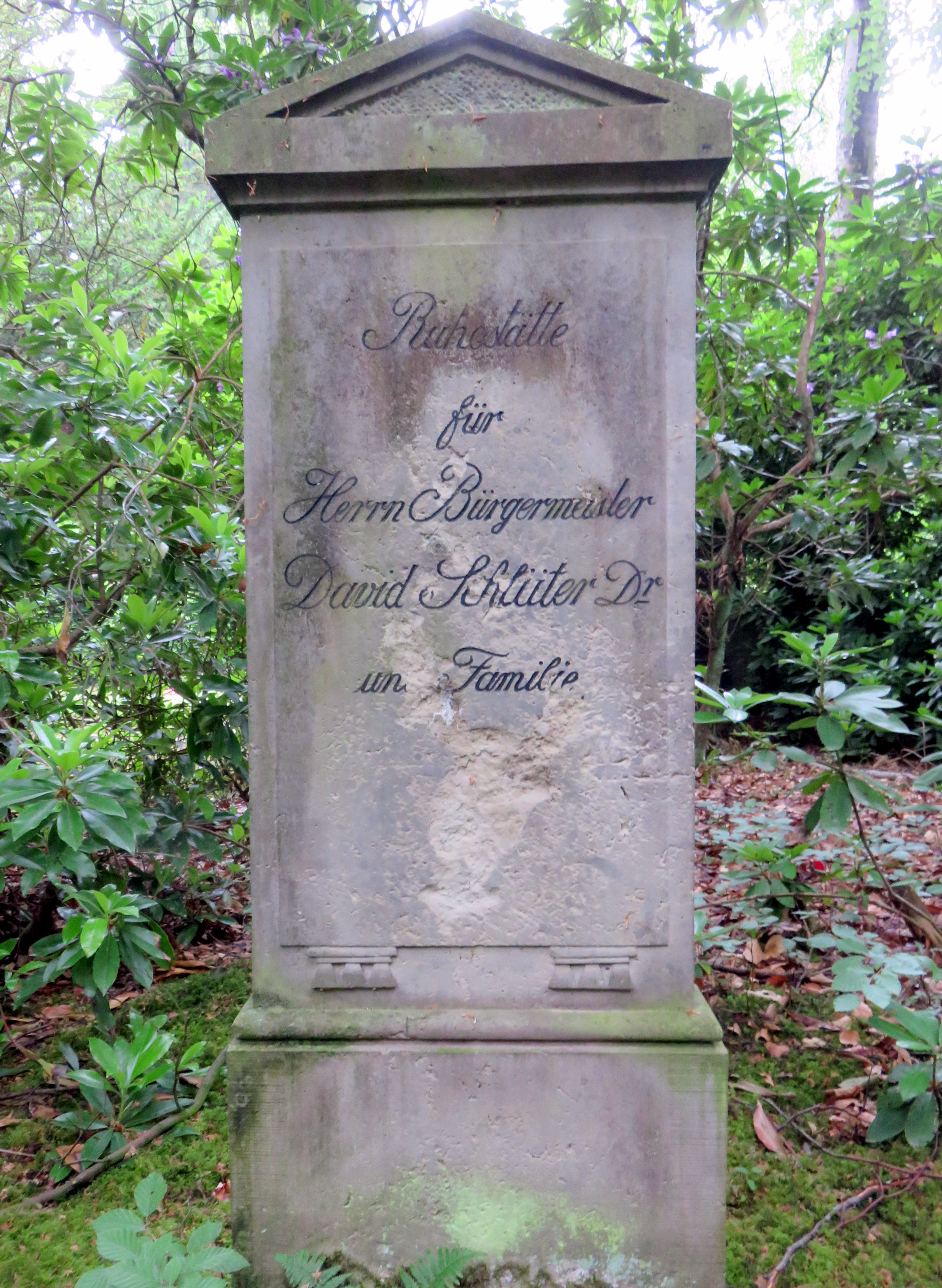
Grab David Schlüters auf dem Friedhof Ohlsdorf

David Schlüter (* 17. Mai 1758 in Hamburg; † 16. Juni 1844 in Hamburg) war ein deutscher Jurist und von 1835 bis 1843 Bürgermeister von Hamburg. 

## Leben und Wirken
David Schlüter wurde als Sohn des Hamburger Bürgermeisters Johannes Schlüter und seiner Frau Regina Dorothea Rendtorff in Hamburg geboren.
Er studierte Recht und wurde zum Dr. jur. promoviert. Im Anschluss war er als Jurist in Hamburg tätig. Ab 1801 war Schlüter zudem Ratsherr und von 1835 bis 1843 Bürgermeister der Hansestadt.
Schlüter war Freimaurer in der Loge Zum Rothen Adler.
1787 heiratete er Agatha Luis, eine Tochter des Hamburger Bürgermeisters Johann Luis.
Seit 1892 ist nach ihm die Schlüterstraße in Hamburg-Rotherbaum benannt.